# Pseudotropheus perspicax
Pseudotropheus perspicax är en fiskart som först beskrevs av Trewavas, 1935.  Pseudotropheus perspicax ingår i släktet Pseudotropheus och familjen Cichlidae. IUCN kategoriserar arten globalt som livskraftig. Inga underarter finns listade i Catalogue of Life.